# Centrul înaintaș a murit în zori (film)
Centrul înaintaș a murit în zori (titlul original: în spaniolă El centroforward murió al amanecer) este un film dramatic argentinian, realizat în 1961 de regizorul René Mugica, după piesa de teatru omonimă a dramaturgului Agustín Cuzzani. Protagoniștii filmului sunt actorii Luis Medina Castro, Raúl Rossi, Enrique Fava și Didí Carli.
A fost filmul de debut al lui Mugica și a reprezentat Argentina la Festivalul de Film de la Cannes în 1961 fiind nominalizat la premiul „Palme d’Or” pentru cel mai bun regizor.

## Rezumat
„Cacho” Garibaldi, un fotbalist talentat al clubului Nahuel Athletic Club, este cumpărat de un milionar pe nume Lupus și într-o noapte furtunoasă este transferat la conacul lui Lupus, o combinație de palat, închisoare și fortăreață. Acolo Cacho Garibaldi află că Lupus este un colecționar de ființe umane excepționale, pe care Cacho le întâlnește în acel moment pentru prima dată, și că fotbalistul nu va mai putea juca sau părăsi niciodată acest loc. Cacho se îndrăgostește de o prizonieră, o balerină, și încearcă amândoi să scape din fortăreață. Nu reușesc și Cacho îl ucide pe Lupus dar și el este împușcat de gardieni.

## Distribuție
- Luis Medina Castro – „Cacho” Garibaldi
- Raúl Rossi – Lupus
- Enrique Fava
- Didí Carli
- Camilo Da Passano
- Javier Portales
- Pierina Dealessi
- Félix Daniel Frascara
- Lalo Hartich
- Roberto Maidana
- Arturo Arcari
- Francisco Pablo Donadío
- Víctor Martucci
- Eduardo Vargas

## Premii și nominalizări
Filmul a fost prezentat într-o selecție oficială în competiție la Festivalul de Film de la Cannes

## Lansare
Filmul Centrul înaintaș a murit în zori a avut premiera în Argentina pe data de 22 iunie 1961.
În România premiera filmului a avut loc la data de 20 octombrie 1962 la cinematograful „București” din capitală.